# Отель Вандом (Вандомская площадь)
Отель Вандом (фр. Hôtel de Vendôme) — парижский дворец, пятизвёздочная гостиница на Вандомской площади в I округе Парижа, открытая в 1858 году. Расположена в здании № 1 у южного входа на площадь, на перекрёстке улицы Сент-Оноре и Вандомской площади.

## История
Гостиница занимает бывший частный особняк (отель), называвшийся отель Батай-де-Франсез (фр. Hôtel Batailhe de Francès), который был построен в 1718—1723 годах архитектором Арманом-Клодом Молле по заказу Пьера Перрена, королевского секретаря. Имеет типичный для Вандомской площади фасад по проекту Жюля Ардуэна-Мансара. Перрен жил там до 1729 года, а в 1736 году его наследники продали особняк главному сборщику налогов Эльзаса Жану Фосту де Батай де Франсез. В 1787 году он стал называться отель д’Аффри (фр. Hôtel d’Affry). 

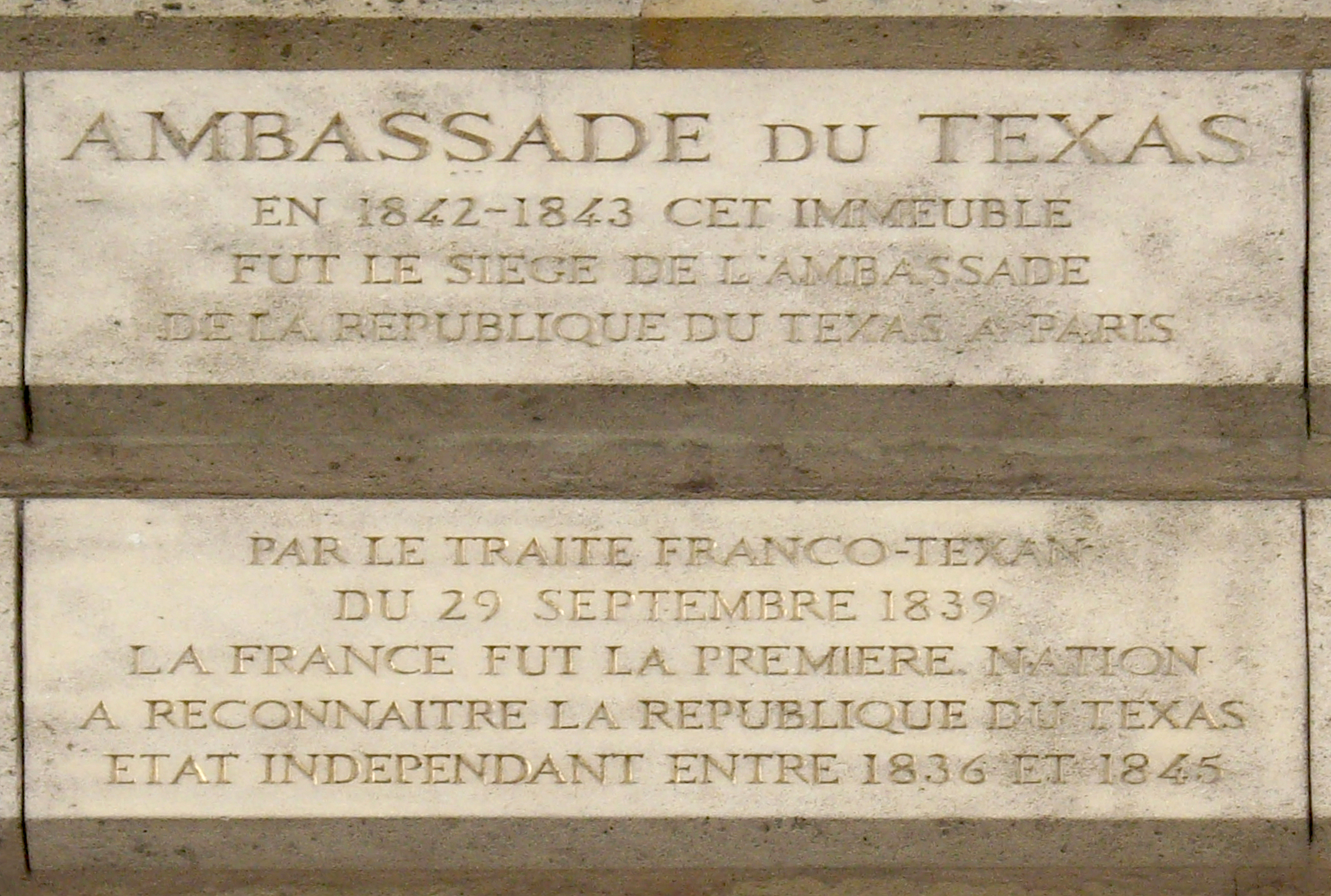
Мемориальная табличка в честь посольства Республики Техас

 С 1842 по 1843 год здесь располагалось посольство Техаса. По договору 1839 года Франция стала первой страной, признавшей Республику Техас (1836—1845). Это событие увековечивает мемориальная доска справа от главного входа. Фасад и крыша здания были признаны историческим памятником 17 мая 1930 года.

## Гостиница
Отель Батай де Франсес был объединён с соседним зданием по адресу 358 Rue Saint-Honoré в начале XIX века. В 1858 году в объединённых зданиях открылась гостиница. В 2004 году Chopard, розничный продавец премиум-часов и ювелирных изделий, открыл бутик на первом этаже отеля со входом с улицы Сент-Оноре. В 2014 году Chopard выкупил весь отель у его предыдущего владельца, UHP (Union Hôtelière Parisienne). Отель был закрыт на реконструкцию в 2019 году и должен был открыться осенью 2022 года.
В гостинице 20 стандартных номеров и 9 люксов, в том числе президентский люкс; также имеется ресторан.